# Irine Banushi
Irine Banushi (nascut com Ilia Banushi; Shkodër, 18 d'agost de 1906 – Tirana, 25 de novembre de 1973) va ser un destacat sacerdot ortodox albanès i professor.

## Biografia
Va néixer com a Ilia Banushi, fill de Nedo Banushi i Nikolla Kolo. Provenia d'una família d'origen aromanès. Es va graduar a l'Institut Il·líric el 1925 i al Seminari Ortodox de Sant Pere de Cetinje, al Monestir de Cetinje, l'any 1931. Va obtenir el doctorat en Teologia a la Universitat de Belgrad l'any 1938. Banushi va ser detingut a Màntua durant un any després de la invasió italiana d'Albània el 1939.
Després de tornar al seu país, Banushi va ser nomenat per la presidència de l'Església Ortodoxa com a professor al Seminari Nacional “Apòstol Pau”. El ministre d'Educació el va nomenar professor de llengua llatina i història a l'Institut Estatal de Tirana a l'octubre de 1941. El 30 de gener de 1942 va ser ordenat hierodiaca, l'endemà va ser nomenat hieromonjo d'un arximandrita, i l'1 de febrer es convertí oficialment en bisbe.